# Adeloneivaia
Adeloneivaia é um gênero de mariposa pertencente à família Bombycidae.